# Музеј социјалистичке револуције Војводине
Музеј социјалистичке револуције Војводине је био музејска установа која се бавила прикупљањем, проучавањем и презентовањем грађе везане за историју радничког покрета и Народноослободилачке борбе у Војводини. Након интеграције са Војвођанским музејом 1992. у јединствени Музеј Војводине трансформисан је у Одељење за новију историју. Налази се у новијој згради Музеја Војводине (Дунавска 37) у Новом Саду.

## Историјат
Након завршетка Другог светског рата основан је Централни дом културе Војводине који је радио на прикупљању грађе о НОБ-у у Војводини. Потом Музеј Матице српске и Покрајински одбор Народног фронта (1946—1947) настављају овај посао, да би од 1947. задатак наставио новоформирани Војвођански музеј. Издвајањем из Војвођанског музеја 14. маја 1956. године настао је Музеј радничког покрета и народне револуције Војводине. Музеј је у почетку био смештен на Петроварадинској тврђави, у објекту Топовњача, који је делио са Природњачким одељењем Војвођанског музеја, Музејом града и другом институцијама. Од 1960. године започиње градња нове зграде за Музеј радничког покрета и народне револуције Војводине. Иако је објекат завршен 1965. године, тек ће отварањем сталне поставке 22. децембра 1972. започети његов јавни живот. Стари назив Музеј је задржао до 1971, када је, након интеграције са Историјским архивом ПК СК Војводине, и проширења делатности на период послератне „социјалистичке изградње“ преименован у Музеј социјалистичке револуције Војводине (МСРВ).
Следеће целине чиниле су сталну поставку од 1972. до 1992.: „Војводина од истеривања Турака до Аутроугарске нагодбе 1867. године“, „Настанак и развитак радничког покрета до 1918. године“,"Раднички покрет у Војводини од 1918. године до 1941. године", „Народноослободилачки рат и социјалистичка револуција 1941—1945“ и „Изградња социјалистичког самоуправног друштва 1944—1971“.
У складу са новим политичким тенденцијама МСРВ је 1990. постао Историјски музеј Војводине (ИМВ). Након што је 1992. године спојен са Војвођанским музејом у јединствени Музеј Војводине, ИМВ је наставио живот као Одељење за новију историју. Задатак новоформираног одељења било је истраживање, прикупљање, обрада, заштита и презентација музејског материјала из историје Војводине у 20. веку. Нова стална поставка отворена је 1996. године, и била је подељена на четири хронолошке целине („Политички живот у другој половини 19. и на почетку 20. века“, „Први светски рат“, „Војводина између два рата“ и „НОБ у Војводини 1941—1945“).
Од 2002. године зграда Музеја у Дунавској 37 започиње трансформацију у Музеј савремене уметности Војводине. Три четвртине сталне поставке су уклоњене, а једино је сачувана четврта целина, која се односила на Други светски рат. Од 2010. године осмишљена је нова стална поставка коју чине четири целине: „Политички живот“ (односи се на Војводину у међуратном периоду), „Привредни развитак Војводине између два светска рата“, „Антифашистичка борба у Војводини 1941—1945. године“ и „Црвена армија у борбама на тлу Војводине и Југославије“.